# Julia Cohen
Pour les articles homonymes, voir Cohen.
Julia Cohen (née le 23 mars 1989 à Philadelphie, Pennsylvanie) est une joueuse de tennis américaine, professionnelle de 2003 à 2014.
Elle est principalement active sur le circuit ITF où elle a remporté cinq titres en simple (de 2004 à 2011) et cinq en double (de 2009 à 2014).
Sur le circuit WTA, elle a atteint une finale en simple, à Bakou en juillet 2012. À l'issue de ce tournoi, elle atteint son meilleur classement en simple avec le 97e rang mondial.

## Palmarès

### Finale en simple dames
| No | Date       | Nom et lieu du tournoi | Catégorie | Dotation  | Surface    | Vainqueure        | Score    |          |
| -- | ---------- | ---------------------- | --------- | --------- | ---------- | ----------------- | -------- | -------- |
| 1  | 23/07/2012 | Baku Cup, Bakou        | Intern'l  | 220 000 $ | Dur (ext.) | Bojana Jovanovski | 6-3, 6-1 | Parcours |

## Parcours en Grand Chelem

### En simple
| Année | Open d'Australie | Open d'Australie | Internationaux de France | Internationaux de France | Wimbledon | Wimbledon | US Open         | US Open      |
| ----- | ---------------- | ---------------- | ------------------------ | ------------------------ | --------- | --------- | --------------- | ------------ |
| 2008  | —                | —                | —                        | —                        | —         | —         | 1er tour (1/64) | A. Rodionova |

N.B. : à droite du résultat se trouve le nom de l'ultime adversaire.

### En double
Julia Cohen n'a jamais participé à un tableau final de Grand Chelem en double dames ou double mixte.

## Classements WTA en fin de saison

### En simple
| Année          | 2003 | 2004 | 2005 | 2006 | 2007 | 2008 | 2009 | 2010 | 2011 | 2012 | 2013 | 2014 |
| Rang en simple | 768  | 669  | 470  | 415  | 469  | 413  | 251  | 168  | 171  | 111  | 186  | 421  |
| Rang en double | 777  | -    | 923  | 903  | 909  | -    | 618  | 284  | 218  | 140  | 187  | 321  |

Source : (en) « Classements de Julia Cohen », sur le site officiel du WTA Tour